# 湾岸州 (パプアニューギニア)
湾岸州 (わんがんしゅう、Gulf province)は、パプアニューギニアの南部海岸に位置する州である。 州都はケレマ。 州の面積は、34,500 km²で、山地、低地デルタ地帯及び氾濫原の草地が支配的である。キコリ川、ツラマ川、プラリ川及びヴィアラ川がすべてパプア湾に合流する。州の人口はパプアニューギニアで2番目に少なく、2011年の国勢調査では158,197人であった。 